# Valbar
Valbar kallas den som kan väljas till en viss post eller uppdrag, ofta ett förtroendeuppdrag. Valbarhet och rösträtt följs ofta åt, men inte alltid. Så är till exempel valbarhetsåldern 18 år i de kyrkliga valen i Sverige, trots att rösträttsåldern är 16 år.
Ibland talar man om valbarhet även i en mer inskränkt betydelse, nämligen om dem som rent faktiskt har möjlighet att bli invald till en viss politisk församling. Man brukar till exempel prata om att en person står på "valbar plats" på ett partis lista (röstsedel) om personen står så högt upp på listan att det är sannolikt att personen kommer att bli invald i den politiska församlingen.